# Артюхін Євген Євгенович
Євген Євгенович Артюхін (рос. Евгений Евгеньевич Артюхин; 4 квітня 1983, м. Москва, СРСР) — російський хокеїст, лівий/правий нападник. Виступає за СКА (Санкт-Петербург) у Континентальній хокейній лізі. Син чемпіона світу з греко-римської боротьби Євгена Артюхіна. Брат чемпіона Європи з греко-римської боротьби та дворазового бронзового призера чемпіонатів світу у складі збірної Білорусі Сергія Артюхіна.
Виступав за «Витязь» (Чехов), «Монктон Вайлдкетс» (QMJHL), «Герші Берс» (АХЛ), «Спрингфілд Фалконс»» (АХЛ), «Тампа-Бей Лайтнінг», «Локомотив» (Ярославль), «Авангард» (Омськ), ЦСКА (Москва), «Анагайм Дакс», «Атланта Трешерс», СКА (Санкт-Петербург), «Атлант» (Митищі).
В чемпіонатах НХЛ — 199 матчів (19+30), у турнірах Кубка Стенлі — 5 матчів (1+0).
У складі національної збірної Росії учасник чемпіонату світу 2011 (9 матчів, 2+1). У складі молодіжної збірної Росії учасник чемпіонату світу 2003. У складі юніорської збірної Росії учасник чемпіонату світу 2001.
Досягнення
- Володар Кубка Шпенглера (2010)
- Переможець молодіжного чемпіонату світу (2003)
- Переможець юніорського чемпіонату світу (2001).